# Josep de Manjarrés i de Bofarull
Josep de Manjarrés i de Bofarull (Barcelona, 1816 - Barcelona, 1880) fou un escriptor i teòric i historiador de l'art.
Nebot de l'arxiver i historiador Pròsper de Bofarull, estudià a la Universitat de Cervera, a la Universitat d'Osca i a l'Estudi General de Barcelona. Es llicencià en dret l'any 1839. Des del 1841 al 1846 assistí a les classes d'art de l'Escola de la Llotja de Barcelona. El 1849 fou nomenat vocal del Consell Provincial de Barcelona. Fou soci honorari de l'Associació Arqueològica de Tarragona (1847), membre de la Reial Acadèmia de Bones Lletres de Barcelona (1848), de l'Acadèmia Provincial de Belles Arts de Barcelona i de la Reial Acadèmia de Belles Arts de Sant Jordi (1852). Succeí Pau Milà i Fontanals en la càtedra de teoria i història de les belles arts (1857-80) i fou vocal de la comissió provincial de monuments històrics i artístics i de la Real Academia de San Fernando. Per orientar la seva carrera professional al món de l'art, abandonà l'advocacia i els seus càrrecs a la Casa de Maternitat i Expòsits, a l'Institut Agrícola Català de Sant Isidre, a la Diputació Provincial i a la Caixa d'Estalvis de Barcelona. A partir d'aleshores, esdevingué director artístic del Gran Teatre del Liceu des de la seva fundació el 1847, fou membre de l'Accademia Fiorentina del Disegno i de la de Belle Arti de Milà des del 1876, director del Museu Provincial d'Antiguitats de Santa Àgata (1879) i de l'Escola de Belles Arts de la Llotja des del 1880. Col·laborà en diverses publicacions i en l'obra Glorias de la pintura (1860-61) i fou el fundador de la revista El Arte (1859). Fou director de l'escola de Llotja (1880).
 Fou considerat com un dels primers teòrics de l'art a Catalunya. Equiparà l'art a la religió i a la filosofia i el considerà fruit de la inspiració i no pas de la reflexió. Hereu, a través del natzarenisme, de certs postulats romàntics, no considerava objecte de l'art la imitació de la natura, sinó la seva idealització.

## Publicacions[1][2]
- Memoria sobre las Bellas Artes (1848)
- Memoria relativa á la formación, antigüedad, vicisitudes y belleza de la lengua catalana (1848)
- Teoría é historia de las Bellas Artes (1859, refós el 1874 en Teoría estética de las artes del dibujo)
- Museo europeo de pintura y escultura (1860)
- Nociones de arqueología española (1864), Nociones de arqueología cristiana (1867)
- Consideraciones estéticas sobre la naturaleza y objeto de la música (1868)
- Teoría estética de la arquitectura (1875)
- El arte en el teatro (1875)
- Las Bellas Artes (1875)
- Las artes suntuarias (1880)